# 반단순환
환론에서 반단순환(半單純環, 영어: semisimple ring)은 모든 가군이 반단순 가군인 환이다. 유한 개의 나눗셈환들의 위의 행렬환들의 직접곱과 동형이다.

## 정의
환 {\displaystyle R}에 대하여, 다음 조건들이 서로 동치이며, 이를 만족시키는 환을 반단순환이라고 한다.
- 스스로에 대한 왼쪽 가군으로서 반단순 가군이다.
- 스스로에 대한 오른쪽 가군으로서 반단순 가군이다.
- {\displaystyle R}의 왼쪽 가군들의 범주 {\displaystyle R{\text{-Mod}}}에서, 모든 짧은 완전열은 분할 완전열이다.
- {\displaystyle R}의 오른쪽 가군들의 범주 {\displaystyle {\text{Mod-}}R}에서, 모든 짧은 완전열은 분할 완전열이다.
- {\displaystyle R} 위의 모든 왼쪽 가군이 반단순 가군이다.
- {\displaystyle R} 위의 모든 오른쪽 가군이 반단순 가군이다.
- 왼쪽 아르틴 환이며, 반원시환이다.
- 오른쪽 아르틴 환이며, 반원시환이다.
- 유한 개의 아르틴 단순환들의 직접곱이다. (단순환의 경우, 왼쪽 아르틴 조건과 오른쪽 아르틴 조건이 서로 동치이다.)
- (아르틴-웨더번 정리 영어: Artin–Wedderburn theorem) 유한 개의 나눗셈환들 {\displaystyle D_{1},\dots ,D_{k}}에 대한 직접곱 {\displaystyle \textstyle \prod _{i}\operatorname {Mat} (n_{i};D_{i})}과 동형이다.

## 성질
모든 반단순환은 왼쪽 아르틴 환이며, 오른쪽 아르틴 환이며, 왼쪽 뇌터 환이며, 오른쪽 뇌터 환이며, 반원시환이다. 또한, 다음과 같은 함의 관계가 성립한다.:173
| 반단순환 | ⇒ | 반원시환     | ⇒ | 반소환 |
|          |   | ⇑            |   | ⇑      |
| 단순환   | ⇒ | 左·右 원시환 | ⇒ | 소환   |

만약 (왼쪽 또는 오른쪽) 아르틴 환의 조건을 가정하면, 이 함의 관계는 다음과 같이 단순해진다.:173, Proposition 11.7
| 반단순환      | ⇔ | 아르틴 반원시환 | ⇔ | 아르틴 반소환 |
|               |   | ⇑               |   |               |
| 아르틴 단순환 | ⇔ | 아르틴 원시환   | ⇔ | 아르틴 소환   |

단순환에 대하여, 다음 조건들이 서로 동치이다.
- 반단순환이다.
- 왼쪽 아르틴 환이다.
- 오른쪽 아르틴 환이다.

특히, 반단순환이 아닌 단순환이 존재한다.
가환환에 대하여, 다음 조건들이 서로 동치이다.
- 반단순환이다.
- 아르틴 축소환이다.
- 유한 개의 체들의 직접곱이다.

유한 개의 반단순환들의 직접곱은 반단순환이다.

## 분류
반단순환의 구조는 아르틴-웨더번 정리(영어: Artin–Wedderburn theorem)로서 완전히 알려져 있다.:40, Theorem 1.11 구체적으로, 반단순환 {\displaystyle R}가 주어졌을 때, 정의에 따라 {\displaystyle _{R}R}는 반단순 가군이며, 이를 유한 개의 단순 가군의 직합으로 나타내어진다.
{\displaystyle _{R}R=\bigoplus _{i=1}^{k}{}_{R}M_{i}^{\oplus n_{i}}\qquad (i\neq j\implies M_{i}\not \cong M_{j})}
이 경우,
{\displaystyle R^{\operatorname {op} }\cong \operatorname {End} (_{R}R)\cong \prod _{i=1}^{k}\operatorname {Mat} (n_{i};\operatorname {End} _{R}(M_{i}))}
{\displaystyle R\cong \operatorname {End} (_{R}R)^{\operatorname {op} }\cong \prod _{i=1}^{k}\operatorname {Mat} (n_{i};\operatorname {End} (_{R}M_{i}))^{\operatorname {op} }\cong \prod _{i=1}^{k}\operatorname {Mat} (n_{i};\operatorname {End} (_{R}M_{i})^{\operatorname {op} })}
가 된다. 슈어 보조정리에 의하여 {\displaystyle \operatorname {End} (_{R}M_{i})^{\operatorname {op} }}는 나눗셈환이다. 즉, 반단순환은 유한 개의 나눗셈환 위의 행렬환들의 직접곱과 동형이다.

## 예
정수환 {\displaystyle \mathbb {Z} }는 반원시환이지만 아르틴 환이 아니므로 반단순환이 아니다. 정수환 위의 반단순 가군은 소수 크기의 순환군들의 직합인데, 이렇게 표기될 수 없는 아벨 군들이 존재한다.
바일 대수 {\displaystyle \mathbb {Q} \langle x,p\rangle /(xp-px-1)}는 단순환이자 영역이지만, 반단순환이 아니다.

### 복소수 행렬 대수
자연수 {\displaystyle n\in \mathbb {N} }이 주어졌다고 하자. 복소수체 위의 {\displaystyle n\times n} 행렬 대수
{\displaystyle {\mathcal {A}}\subseteq \operatorname {Mat} (n,n;\mathbb {C} )=\operatorname {End} _{\mathbb {C} }(\mathbb {C} ^{n})}
가 주어졌을 때, 만약
{\displaystyle {\mathcal {A}}=\{A^{*}\colon A\in {\mathcal {A}}\}}
라면, {\displaystyle {\mathcal {A}}}는 반단순 대수이다. (여기서 {\displaystyle (-)^{*}}는 에르미트 수반이다.)

### 마슈케 정리
유한군 {\displaystyle G}와 체 {\displaystyle K}가 주어졌고, 또
{\displaystyle \operatorname {char} K\nmid |G|}
라고 하자. (즉, {\displaystyle G}의 크기는 {\displaystyle K}의 표수를 소인수로 갖지 않는다.) 그렇다면 군환 {\displaystyle K[G]}를 정의할 수 있다. 이는 유한 차원 {\displaystyle K}-벡터 공간이므로 자명하게 왼쪽 아르틴 환이자 오른쪽 아르틴 환이다. 마슈케 정리(영어: Maschke’s theorem)에 따르면, 군환 {\displaystyle K[G]}는 반단순환이다. 이는 하인리히 마슈케(영어: Heinrich Maschke, 1853~1908)가 증명하였다.